# Teofrast (imię)
Teofrast – imię męskie pochodzenia greckiego, składa się z członów Theo- „Bóg” i -phrastos od „tłumaczyć”.

## Znane osoby o tym imieniu
- Teofrast z Eresos – grecki filozof
- Phillippus Aureolus Theophrastus Bombastus von Hohenheim – lekarz i przyrodnik
- Théophraste Renaudot – francuski lekarz i filantrop